# Metastelma thysanotum
Metastelma thysanotum är en oleanderväxtart som beskrevs av W.D.Stevens. Metastelma thysanotum ingår i släktet Metastelma och familjen oleanderväxter. Inga underarter finns listade i Catalogue of Life.